# 1336
1336 (MCCCXXXVI) var ett skottår som började en måndag i den julianska kalendern.

## Händelser

### April
- 26 april – Petrarca bestiger tillsammans med sin bror och två tjänare Mont Ventoux.

### Juli
- 21 juli – Magnus Eriksson och hans hustru Blanka av Namur kröns i Stockholm.

## Födda
- 9 april – Timur Lenk, mongolisk krigsherre (född i staden Shahr-e Sabz i dagens Uzbekistan).
- Gregorius XI, född Pierre Roger de Beaufort, påve 1370–1378 (född detta år, 1329 eller 1331).
- Innocentius VII, född Cosimo Gentile de' Migliorati, påve 1404–1406.

## Avlidna
- 4 juli – Elisabet av Portugal.